# 関口英子 (翻訳家)
関口 英子（せきぐち えいこ、1966年 - ）は、日本のイタリア文学の翻訳家。
多摩美術大学非常勤講師。
埼玉県出身。大阪外国語大学イタリア語学科卒、イタリア語講師、翻訳家として活動している。
2014年に『月を見つけたチャウラ　ピランデッロ短篇集』の翻訳により、第1回須賀敦子翻訳賞を受賞。

## 翻訳
- 『イタリアの外国人労働者』（マリオ・フォルトゥナート,サラーハ・メスナーニ、明石書店、シリーズ外国人労働者） 1994.8
- 『つけこみ』（アルフレッド・コーエン、近代文芸社） 1997.11
- 『世界の音楽と人々』（ベルガミーニ、ヤマハミュージックメディア、絵本で読む音楽の歴史） 1999.3
- 『ロックの世紀』（アンドレーア・ベルガミーニ、ヤマハミュージックメディア、絵本で読む音楽の歴史） 1999.7
- 『ムッソリーニの毒ガス 植民地戦争におけるイタリアの化学戦』（アンジェロ・デル・ボカ編著、高橋武智共訳、大月書店） 2000.9
- 『ぼく、ママのおなかにいたいの…』（ジュゼッペ・ペデリアーリ、くもん出版） 2001.11
- 『霧に消えた約束』（ジュゼッペ・ペデリアーリ、二見文庫） 2005.4
- 『きっと天使だよ』（ミーノ・ミラーニ、鈴木出版） 2006.3
- 『マルコとミルコの悪魔なんかこわくない!』（ジャンニ・ロダーリ、くもん出版） 2006.7
- 『猫とともに去りぬ』（ロダーリ、光文社古典新訳文庫） 2006.9
- 『神を見た犬』（ブッツァーティ、光文社古典新訳文庫） 2007.4
- 『ジョルジオ・アルマーニ 帝王の美学』（レナータ・モルホ、目時能理子共訳、日本経済新聞出版社） 2007.7
- 『天使の蝶』（プリーモ・レーヴィ、光文社古典新訳文庫） 2008.9
- 『マルコヴァルドさんの四季』（イタロ・カルヴィーノ、岩波少年文庫） 2009.6
- 『青矢号 おもちゃの夜行列車』（ジャンニ・ロダーリ、岩波少年文庫） 2010.5
- 『古代ローマ人の24時間 よみがえる帝都ローマの民衆生活』（アルベルト・アンジェラ、河出書房新社） 2010.7、河出文庫 2012.4
- 『月を発見したチャウラ ピランデッロ短篇集』（ルイジ・ピランデルロ、光文社古典新訳文庫） 2012.10
- 『古代ローマ帝国1万5000キロの旅』（アルベルト・アンジェラ、佐瀬奈緒美共訳、河出書房新社） 2013.2
- 『名作短編で学ぶイタリア語』（白崎容子共編訳、ベレ出版） 2014.2
- 『古代ローマ人の愛と性 官能の帝都を生きる民衆たち』（アルベルト・アンジェラ、佐瀬奈緒美共訳、河出書房新社） 2014.4
- 『コカインゼロゼロゼロ　世界を支配する凶悪な欲望』（ロベルト・サヴィアーノ、中島知子共訳、河出書房新社） 2015.1
- 『風の丘』（カルミネ・アバーテ、新潮クレスト・ブックス） 2015.1
- 『薔薇とハナムグリ シュルレアリスム・風刺短篇集』（モラヴィア、光文社古典新訳文庫） 2015.5
- 『世の中ががらりと変わって見える物理の本』（カルロ・ロヴェッリ、竹内薫監訳、河出書房新社） 2015.11
- 『アウシュヴィッツの囚人写真家』（ルーカ・クリッパ,マウリツィオ・オンニス、河出書房新社） 2016.2
- 『あたしのクオレ』上・下（ビアンカ・ピッツォルノ、岩波少年文庫） 2017.2
- 『ふたつの海のあいだで』（カルミネ・アバーテ、新潮クレスト・ブックス） 2017.2
- 『弟は僕のヒーロー』（ジャコモ・マッツァリオール、小学館） 2017.8
- 『イクバル 命をかけて闘った少年の夢』（キアーラ・ロッサーニ文、ビンバ・ランドマン絵、西村書店東京出版編集部） 2017.9
- 『失われた手稿譜 ヴィヴァルディをめぐる物語』（フェデリーコ・マリア・サルデッリ、栗原俊秀共訳、東京創元社） 2018.3
- 『最後に鴉がやってくる』（イタロ・カルヴィーノ、国書刊行会） 2018.3
- 『帰れない山』（パオロ・コニェッティ、新潮クレスト・ブックス） 2018.10
- 『ぼくたちは幽霊じゃない』（ファブリツィオ・ガッティ、岩波書店） 2018.11
- 『最後の手紙』（アントニエッタ・パストーレ、横山千里共訳、亜紀書房） 2019.9
- 『桜の木の見える場所』（パオラ・ペレッティ、小学館） 2019.11
- 『どこか、安心できる場所で 新しいイタリアの文学』（パオロ・コニェッティ他、共訳、橋本勝雄、アンドレア・ラオス共編、国書刊行会） 2019.11
- 『靴ひも』（ドメニコ・スタルノーネ、新潮クレスト・ブックス）  2019.11
- 『海と山のオムレツ』（カルミネ・アバーテ、新潮クレスト・ブックス） 2020.10
- 『戻ってきた娘』（ドナテッラ・ディ・ピエトラントニオ、小学館） 2021.3
- 『フォンターネ山小屋の生活』（パオロ・コニェッティ、新潮クレスト・ブックス） 2022.2
- 『13枚のピンぼけ写真』（キアラ・カルミナーティ、古山拓絵、岩波書店） 2022.3
- 『「幸せの列車」に乗せられた少年』（ヴィオラ・アルドーネ、河出書房新社） 2022.9
- 『なぜではなく、どんなふうに』（アリアンナ・ファリネッリ、東京創元社 海外文学セレクション） 2022.12
- 『同調者』（モラヴィア、光文社古典新訳文庫） 2023.1
- 『母、アンナ　ロシアの真実を暴いたジャーナリストの情熱と人生』

（ヴェーラ・ポリトコフスカヤ／サーラ・ジュディチェ、森敦子共訳、解説 安間英夫、NHK出版） 2023.11

### 「天才!?科学者」シリーズ
- 『ガリレオ 地球をうごかした男』（ルカ・ノヴェッリ、岩崎書店、天才!?科学者シリーズ） 2009.7
- 『アインシュタイン ミクロの世界と宇宙のとびら』（ルカ・ノヴェッリ、岩崎書店、天才!?科学者シリーズ） 2009.7
- 『エジソン 現代を発明した男』（ルカ・ノヴェッリ、岩崎書店、天才!?科学者シリーズ） 2009.9
- 『ダーウィン 進化のしくみを考えた人』（ルカ・ノヴェッリ、岩崎書店、天才!?科学者シリーズ） 2009.9
- 『アルキメデス 地球を持ちあげてみせよう』（ルカ・ノヴェッリ、岩崎書店、天才!?科学者シリーズ） 2009.10
- 『ボルタ 未来をつくった電池の発明』（ルカ・ノヴェッリ、岩崎書店、天才!?科学者シリーズ） 2009.10
- 『ニュートン 宇宙の法則を見つけた男』（ルカ・ノヴェッリ、岩崎書店、天才!?科学者シリーズ） 2009.10
- 『ダ・ヴィンチ 時代を先取りした左手』（ルカ・ノヴェッリ、岩崎書店、天才!?科学者シリーズ） 2009.10
- 『ヒポクラテス 医学を発展させた賢人』（ルカ・ノヴェッリ、岩崎書店、天才!?科学者シリーズ） 2009.10
- 『メンデル エンドウマメと遺伝の法則』（ルカ・ノヴェッリ、岩崎書店、天才!?科学者シリーズ） 2009.10